# 金凤水库
金凤水库位于湖南省岳阳市岳阳楼区，是一座以供水为主的中型水库，库容约1002万立方米。